# 日胆
日胆（にったん）
1. 北海道に設置された令制国・日高国と胆振国を合わせて呼ぶ場合に用いる名称。
2. 現在の北海道における日高振興局（旧日高支庁）管内と胆振総合振興局（旧胆振支庁）管内の総称。

本項では、2.について説明する。
現在の北海道において「日胆」と呼ばれるのは、日高振興局管内と胆振総合振興局管内である。このうち、日高振興局管内は令制国・日高国と区域が一致するが胆振総合振興局管内は胆振国よりも狭く、かつて胆振国に属していた地域のうち占冠村は上川総合振興局、千歳市と恵庭市は石狩振興局、虻田郡の大半（ニセコ町・喜茂別町・京極町・倶知安町・真狩村・留寿都村）は後志総合振興局、長万部町と八雲町東部（旧山越郡地域）は渡島総合振興局に属している。これらの他の振興局（旧支庁）へ移管された地域は、現在の日胆地方に含まれないのが一般的である。
なお、文字の配列を逆にした場合の胆日（たんにち）は、岩手県のローカル紙・胆江日日新聞の略称である。

## 日胆地方の概念

### 交通
日高振興局の所在地は浦河町、胆振総合振興局の所在地は室蘭市であるが、その中間の苫小牧市は道の中心地である札幌市に近く、道央自動車道から日高自動車道が分岐する苫小牧東インターチェンジや日高本線の発着点である苫小牧駅を有する。そのため苫小牧市が日胆地方の中核的役割を担うことが多い。
ナンバープレートは室蘭運輸支局により日胆地域全域を対象に「室蘭」ナンバーが発行されているが、現在は苫小牧市のみご当地ナンバーとして「苫小牧」ナンバーが発行されている。

### マスメディア
ローカル紙として苫小牧民報（苫小牧市）・室蘭民報（室蘭市）の2紙が日高・胆振の両地域にまたがって支社・支局を配置し、新聞を発行している。日高地域のローカル紙としては日高報知新聞（浦河町）があるが、胆振地域には進出していない。
テレビ・ラジオ放送は室蘭送信所を基幹送信所として、NHKはNHK室蘭放送局のエリア。但し、日胆の一部地域ではNHK札幌放送局・札幌地区のエリアとなっている。

### 選挙区
衆議院の小選挙区では、日胆地方全域をもって北海道第9区を構成している。

### その他
勇払郡むかわ町の上水牧場は1973年から1998年まで日胆上水牧場の名称であった。この他にも「日胆」を関する企業は日高・胆振管内に多数有り、北海道内を活動範囲とする団体の支部設置に際して用いられるエリア分けでも「日胆」が用いられることが多い。